# TrackMania2
Vous lisez un « bon article » labellisé en 2018.  Il fait partie d'un « bon thème ».
TrackMania² (ou TrackMania 2) est une série de quatre jeux de course de la franchise TrackMania, développés par Nadeo et édités par Ubisoft sur PC (Windows), via les plates-formes Maniaplanet, Steam et Uplay. Le premier volet TrackMania²: Canyon sort le 14 septembre 2011, puis TrackMania²: Stadium est édité le 20 juin 2013. TrackMania²: Valley est publié le 4 juillet 2013, et le dernier opus, TrackMania²: Lagoon le 23 mai 2017. Les quatre jeux reprennent le concept de la série homonyme, un gameplay simple et très arcade, sans collision entre les véhicules, qui sont dirigés avec des contrôles basiques. Le cœur de la franchise repose également sur son éditeur de niveau permettant de créer des pistes personnalisées et de les partager. Grâce à un nouveau moteur de jeu, TrackMania² propose des visuels nettement supérieurs à ceux des précédents opus.
Le jeu est d'abord présenté au public en 2009 comme une suite classique sous l'égide de l'éditeur historique du studio, Focus Home Interactive. Cependant, dès son rachat par l'éditeur Ubisoft, Nadeo choisit de revenir à son projet qui n'a pu être réalisé avec Focus, la création d'une plate-forme de jeu et de distribution appelée Maniaplanet, lui permettant de scinder chaque environnement de jeu et de les commercialiser séparément.
Canyon est très bien accueilli lors de sa sortie, notamment grâce à l'avancée en termes de visuels, et la conservation du gameplay typique. Quelques-uns des observateurs relèvent un manque de nouveauté et un seul environnement, mais d'autres soulignent le prix de vente réduit, et remarquent trois types de conduite sur trois revêtements différents. L'accueil de Stadium lors de sa sortie est globalement positif, malgré quelques critiques comme le manque flagrant de nouveautés pour ce remake payant, même à un prix limité, d'un jeu qui est déjà accessible en version gratuite (TrackMania Nations). Les médias apprécient toutefois de retrouver le gameplay précis et pointu de cet environnement axé sur la compétition, ainsi que l'amélioration graphique. Valley reste bien accueilli par la presse spécialisée lors de sa sortie, notamment grâce à des visuels jugés très beaux et son concept offrant énormément de rejouabilité. Cependant, tous les journalistes sont assez déçus de retrouver une simple adaptation d'un des univers précédents, Rally. L'interface de Maniaplanet, comme celle en jeu, est très critiquée pour son désordre. Lagoon reçoit un accueil plutôt mitigé lors de sa sortie. Les critiques apprécient toujours le gameplay de la franchise et son fun. Cependant, ils ont du mal à accepter l'absence de réelle nouveauté et sont un peu surpris par la commercialisation d'un environnement pour un jeu publié six ans auparavant en 2011, d'autant plus qu'un nouveau jeu est sorti dans la série un an plus tôt en 2016, et qui inclut déjà cet univers, TrackMania Turbo.
TrackMania² est joué de 2012 à 2015 en compétition de sport électronique à l'Electronic Sports World Cup, et depuis 2013 lors des ZrT TrackMania Cup.

## Vue d'ensemble
TrackMania² est un jeu vidéo édité épisodiquement sous la forme de quatre environnements standalones, jouables indépendamment les uns des autres, avec un moteur de jeu et une base de gameplay communs,. Chacun des quatre jeux est accessible sur la plate-forme de jeu, de partage et de création de contenu Maniaplanet, ainsi que sur Steam. Ils possèdent tous un écosystème et des visuels distincts et offrent une conduite spécifique en fonction des revêtements des pistes et des comportements des véhicules propres à chaque environnement,. Le premier environnement TrackMania²: Canyon sort le 14 septembre 2011. TrackMania²: Stadium est édité le 20 juin 2013, et TrackMania²: Valley est publié le 4 juillet 2013. Le dernier opus, TrackMania²: Lagoon, est édité le 23 mai 2017.

## Système de jeu

### Généralités
TrackMania² est un jeu de course atypique, orienté arcade,,. C'est une adaptation du gameplay de la franchise TrackMania, en continuité avec le contenu du précédent opus, United. Le jeu, centré sur la conduite, est très éloigné des simulations complexes et réalistes du genre. Il ne figure donc aucune statistique technique, aucun réglage de véhicule à effectuer, pas de passage de vitesse. Le concept est basé sur la simplicité, notamment de ses contrôles, seulement quatre touches fléchées sont nécessaires pour diriger le véhicule (accélérer, freiner, tourner à gauche et à droite). Les pistes sont atypiques et démesurées, et comportent par exemple des loopings, des tremplins obligeant à réaliser des sauts gigantesques au-dessus du vide, mais aussi des tubes, des tunnels ou des tronçons de route accélérateurs qui augmentent la vitesse de la voiture. Les circuits sont souvent comparés à ceux des jeux de voiture miniature et de construction de circuit électrique routier de la marque Scalextric, ou parfois un mélange des jeux vidéo Stunt Car Racer et RollerCoaster Tycoon,,. C'est la plupart du temps des tronçons de route plutôt que des circuits, durant moins d'une minute, mais certaines pistes proposent plusieurs tours à effectuer,. Le joueur doit recommencer souvent ces pistes atypiques pour en mémoriser les spécificités. Le concept de TrackMania impose donc une grande part de méthode essai-erreur, afin de découvrir et maitriser les particularités de chaque piste,,. Pour faciliter cet aspect, deux boutons permettent de recommencer à tout moment en réinitialisant le jeu au début ou à un checkpoint,,.
Le but du jeu est de réaliser le meilleur temps sur chaque piste, et de gagner la médaille d'or, d'argent et de bronze. Les « ghosts », ou véhicule « fantômes » des concurrents dirigés par l'intelligence artificielle, représentent ces trois meilleurs temps,,. De plus, une autre distinction appelée « Temps auteur » impose d'aller encore plus vite que la médaille d'or,. Il ne figure aucune collision entre les véhicules concurrents et celui du joueur,. Lorsque des trajectoires se croisent, les véhicules se traversent. Le gameplay est donc centré sur la conduite pure et la recherche des trajectoires idéales. Les médailles permettent de débloquer les pistes suivantes,. Le joueur peut télécharger les « ghosts » des meilleurs joueurs du monde pour tenter de les battre. Durant un saut, le joueur peut agir sur la direction et la longueur du saut. Le jeu offre un cycle jour-nuit et affiche différentes luminosités, de l'aube à la nuit en passant par le jour ou le crépuscule,.
Comme dans le précédent opus, TrackMania United, le joueur s'entraine à réaliser le meilleur temps et doit passer par un mode officiel pour tenter de décrocher les différentes médailles. Lorsqu'il a obtenu la médaille d'or, un délai de 5 minutes doit être respecté avant la tentative en mode officiel. Le joueur doit également attendre ce même délai entre chaque tentative officielle. Chaque tentative est gratuite et ne nécessite pas d'argent virtuel. Le jeu propose un système de classement à plusieurs niveaux, mondial, par pays, par région, puis département, jusqu'à des classements pas ville,,. Chaque victoire permet au joueur de gagner des points (skillpoint) qui le font progresser dans ce classement des meilleurs joueurs. Il ne gagne donc plus d'argent en course. Ces points peuvent seulement être gagnés en mode officiel.
La modélisation des dégâts est pour la première fois intégrée dans un jeu de la franchise. En cas de choc ou détérioration, les dégâts apparaissent sur les véhicules, sans cependant affecter le comportement du véhicule et sa conduite. La voiture peut parfois perdre des éléments comme le capot, une portière, le pare-chocs ou le hayon,.
Le jeu propose cinq positions de caméra, deux d'entre-elles étant très lointaines. Il peut être contrôlé au clavier ou avec une manette de jeu. Le jeu n'inclut pas de manuel, mais une sorte de wiki en ligne est disponible,. Une fonctionnalité permet d'afficher le jeu en trois dimensions. En octobre 2014, TrackMania² se dote d'une compatibilité avec Oculus Rift DK2, et permet dès lors de jouer dans les différents environnements sur ce casque de réalité virtuelle,,.

### Modes de jeu
TrackMania² propose un mode solo qui comporte un mode course fonctionnant sur le principe du contre-la-montre. Lors de la sortie du premier jeu de la série, TrackMania²: Canyon, comme de ses suites, les jeux n'intègrent pas les deux modes de jeu emblématiques de la série « Puzzle » et « Plate-forme ». En solo, les pistes sont triées dans cinq niveaux de difficulté (blanc, vert, bleu, rouge, noir),,,,. Les premières pistes sont très simples et deviennent de plus en plus difficiles.
Le DLC Platform rajoute uniquement à Canyon le mode de jeu « Plate-forme » classique de la série, qui oblige le joueur à terminer une piste sans limite de temps, en sautant de plate-forme en plate-forme, et sans utiliser la fonctionnalité qui permet de redémarrer au précédent checkpoint.
Le multijoueur en hotseat en écran splitté offre quatre modes de jeu. En ligne, le mode « Party » permet à n'importe quel joueur de rentrer dans le jeu quand il le désire. Le mode « Cup » est un championnat. Le mode « Par équipe » est une sorte de courses de relais. Le mode « Coopération » est une campagne dédiée dans laquelle les médailles de chaque participant s'additionnent. Le mode « Coupe » consiste à enchainer les pistes et le mode « Cascade » à réaliser des acrobaties. Le jeu permet de créer et gérer une liste d'amis et de les affronter. En ligne, 200 joueurs peuvent se connecter sur un même serveur de jeu lors de la publication de Canyon. À partir de la commercialisation de Stadium, 255 joueurs peuvent dès lors se connecter sur un même serveur. Le mode Script permet de créer ses propres règles, en optant pour l'un des modes de jeu existant et en définissant les paramètres,,. En ligne, le jeu bénéficie d'un classement de joueurs. Les joueurs gagnent un certain nombre de point appelés ladderpooint après chaque course, en fonction de ses résultats et du niveau de ses adversaires.
La version 4 de Maniaplanet publiée en juin 2017, suivie par la commercialisation de TrackMania²: Lagoon, propose un nouveau mode de jeu multijoueur en équipe appelé « Chase »,. Il est disponible dans tous les environnements TrackMania². Dans celui-ci, les joueurs doivent synchroniser leurs courses. Ce mode est en fait un relai, dans lequel les joueurs en équipe tentent de réaliser le meilleur temps. Le joueur qui passe en dernier à un checkpoint doit passer en premier au suivant. Tous les joueurs de la même équipe doivent donc s'attendre et conduire ensemble, de façon synchronisée.

### Maniaplanet

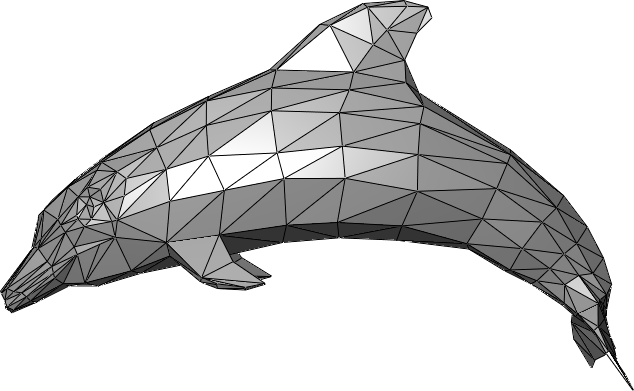
La version 4 de Maniaplanet introduit un éditeur de mesh (en composé de faces triangulaires représentant un dauphin).

La plate-forme Maniaplanet, développée par Nadeo, accueille tous ses jeux TrackMania² (ainsi que ShootMania Storm). Celle-ci permet d'accéder aux jeux de la franchise et aux différentes fonctionnalités de création et de partage communautaire,. Elle centralise toutes les applications permettant aux joueurs de créer et de partager leurs contenus, tels que l'éditeur de niveau qui permet de créer des circuits personnalisés, l'éditeur de peinture qui offre la possibilité de personnaliser les voitures, ou l'éditeur de replay qui permet de créer des vidéos,. La plate-forme propose également un éditeur de mesh, introduit lors de la parution de sa version 4, à l'occasion de la commercialisation de TrackMania²: Lagoon en mai 2017. Maniaplanet a donc pour objectif de permettre au joueur de se connecter à une plate-forme et de trouver différents gameplays ou jeux. C'est également un moyen pour les joueurs de se retrouver, mais aussi pour Nadeo de garder le contact avec eux.
L'interface se présente sous la forme d'une page qui comporte différentes vignettes, dont chacune correspond à un jeu. Le joueur doit cliquer sur l'une d'entre-elles pour accéder à un de ceux-ci. L'interface est dotée de nombreuses fonctionnalités.
Maniaplanet intègre une sorte de réseau social appelé Mania Home informant les joueurs sur l'actualité TrackMania, et qui offre un espace de discussion interne. La plate-forme propose un espace pour le partage appelé Mania Space, un espace de gestion des serveurs appelés Mania Live et ManiaLib,, ainsi que des pages personnelles pour les joueurs, destinées à leur permettre de gérer leur contenu comme leurs créations ou la monnaie virtuelle. Les ManiaLink sont toujours actifs. Mania Pub regroupe des publicités régionalisées et liées aux jeux, des liens vers des sites spécialisés, des boutiques de circuits,. Mania Club est une fonctionnalité qui permet de créer des clubs, puis entre autres de s'affronter.

### Éditeurs

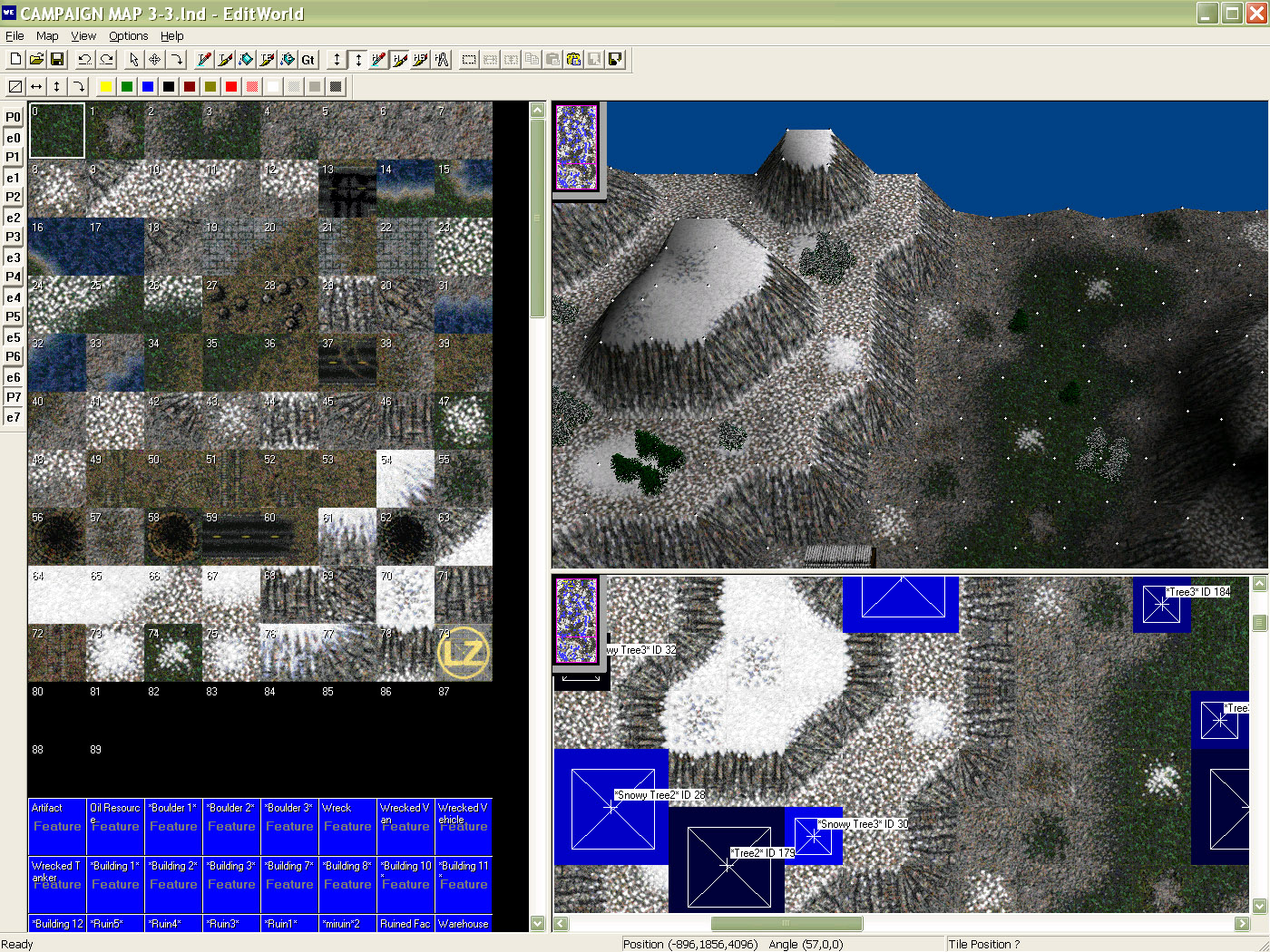
L'éditeur de niveau est complexe et ne bénéficie que d'une documentation assez limitée. Il est également proposé sous forme d'une version simplifiée.

Outre les courses en contre-la-montre sans collision, la franchise TrackMania s'appuie sur la création et la personnalisation de contenu par la communauté de joueurs grâce à son éditeur de niveau. L'éditeur est accessible dans Maniaplanet. Il permet de créer des pistes entièrement personnalisées à l'aide de différents éléments appelés « blocs de construction ». Comme pour chaque opus, l'éditeur propose de nouveaux blocs de construction, pour certains atypiques, comme un tunnel qui tourne sur lui-même (comme un tire-bouchon). Il comporte plus de 250 blocs, tels que des loopings, des tremplins obligeant à réaliser des sauts gigantesques au-dessus du vide, mais également des tubes, des tunnels ou des tronçons de route accélérateurs qui augmentent la vitesse de la voiture. L'éditeur est proposé en deux versions, simple ou avancée. La première version permet de créer des pistes en quelques clics, et l'autre offre de nombreuses options permettant d'aller beaucoup plus loin. Le premier propose des décors déjà créés,. Dans le second, le joueur doit tout créer.
Le langage Maniascript permet au joueur de personnaliser complètement une partie, notamment ses modes de jeu,. C'est un langage interprété qui permet de créer toutes sortes d'événements spéciaux à inclure dans les pistes, de créer des widgets ou des plugins, des replays dynamiques personnalisés,.
Comme à l'accoutumée, le jeu propose un outil de montage vidéo. Les joueurs peuvent définir les positions de caméras ou les angles de prise de vue dans les pistes. Il est toujours possible de réaliser des séquences d'introduction pour les pistes créées, avec de nombreux effets de caméra et visuels différents.
Les joueurs peuvent créer des modèles de voiture personnalisés, même si les performances ne changent jamais. Ces voitures peuvent être peintes ou se voir appliquées des logos sur leur carrosserie. Les joueurs ont également la possibilité de créer des véhicules de différentes formes, comme un avion,. Les anciens modèles créés par les joueurs dans les précédents jeux peuvent être importés. Un éditeur d'objet 3D est introduit lors de la parution de Maniaplanet dans sa version 4, à l'occasion de la commercialisation de TrackMania²: Lagoon en mai 2017. Il permet de réaliser directement des modèles en trois dimensions dans Maniaplanet.
Les éléments créés par les joueurs peuvent être échangés contre de la monnaie virtuelle appelée planets (appelés coppers dans les précédents épisodes). Ces planets permettent également d'acheter des modèles de véhicules, des pistes ou des replays,. Le joueur peut en obtenir quotidiennement s'il se connecte en ligne. Les récompenses obtenues en fonction des résultats en ligne peuvent être converties planets.

### Bande-son
La bande-son de TrackMania² est composée de pistes et sons qui figurent dans les précédents jeux. Le joueur peut choisir d'inclure ses propres musiques dans ses créations.

## Développement

### Genèse

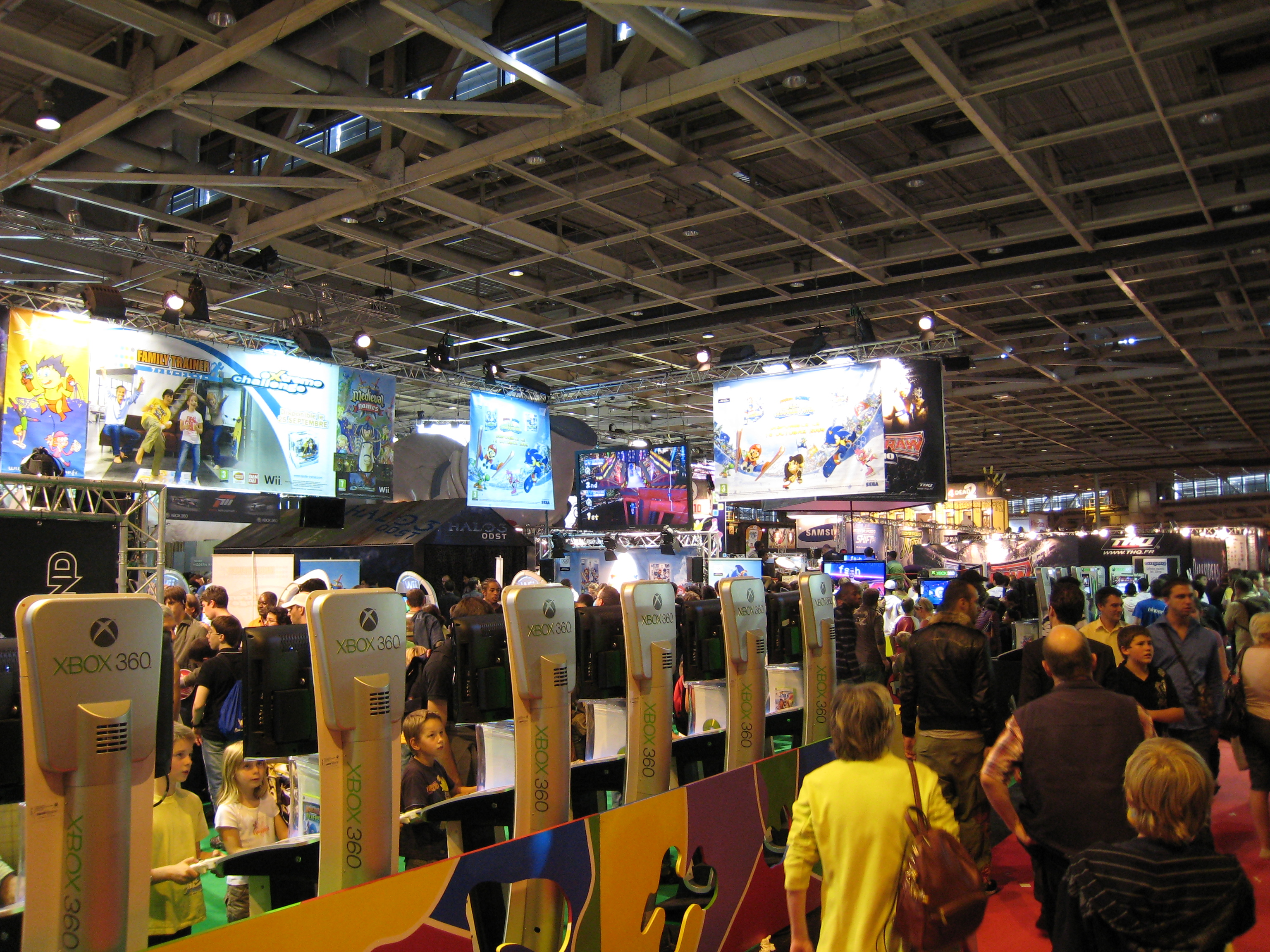
Le jeu est dévoilé en septembre 2009 par Florent Castelnérac, président du studio Nadeo, lors du Festival du jeu vidéo qui se déroule à Paris Expo Porte de Versailles.

Les quatre environnements standalone deTrackMania² et Maniaplanet sont développés par Nadeo,. À l'instar de tous les jeux de la série, TrackMania² est créé par une toute petite équipe. L'entreprise compte quinze personnes,.
Au départ, TrackMania² est conceptualisé puis annoncé en 2009 comme un jeu classique de la série, avec trois environnements, et a pour dessein d'être publié en version physique. Cependant, son rachat par Ubisoft permet à Nadeo de stopper le développement de cette version tel qu'il a débuté sous l'égide de Focus Home Interactive et annoncé au Festival du jeu vidéo en 2009. Nadeo opte pour redémarrer un ancien projet, Maniaplanet, la plate-forme qui permet de publier les environnements les uns après les autres. C'est un projet que Nadeo avait déjà proposé à Focus, sans pouvoir le développer. Au moment du rachat par Ubisoft de Nadeo, ce dernier propose à sa maison mère deux stratégies différentes pour les années à venir. Soit Nadeo continue à développer un jeu unique, un jeu classique, TrackMania², soit l'entreprise passe sur un projet « plus ambitieux », Maniaplanet, qui regroupe donc le contenu prévu pour TrackMania², mais aussi les projets ShootMania Storm et QuestMania (un RPG alors en développement). Ubisoft est très rapidement convaincu du bien fondé de cette vision et l'objectif de travail de Nadeo évolue donc vers le développement de Maniaplanet et de plusieurs environnements constituant plusieurs jeux, afin de pouvoir alimenter cette plate-forme. Certaines fonctionnalités annoncées sont ainsi par la suite discutées et non incluses : l'éditeur devait permettre dans l'annonce initiale d'importer dans le jeu des blocs personnalisés, créés de toutes pièces (géométrie, texture...),.

### Conception des environnements, des visuels et dugameplay
Au départ, le premier environnement sur lequel l'équipe travaille est Valley. Depuis la création du premier jeu de Nadeo, elle ne conçoit pas les univers les uns après les autres. Elle commence la création d'un environnement, et au cours de ce développement, elle obtient de nombreuses informations, par exemple sur les axes qui peuvent être pris, ou ceux qui doivent être évités. Ces informations lui permettent donc de créer d'autres univers en parallèle. À un certain point du processus de création, Canyon devient plus aboutit que Valley, « avec des bases plus solides ». L'équipe décide donc de se concentrer dessus, pour le finaliser et l'éditer en premier.
Le moteur graphique a été beaucoup travaillé par l'équipe. Comme à l'accoutumée, les développeurs s'attachent à ce que le jeu fonctionne sur les grosses machines, mais aussi sur les petites configurations PC. L'objectif initial est de faire fonctionner TrackMania² correctement sur un PC qui peut le faire avec TrackMania United Forever.
TrackMania²: Canyon est la quatrième version du moteur de gameplay créé par Nadeo. L'équipe tente, malgré ses difficultés à juger cet aspect, de rendre le jeu au clavier aussi équitable qu'avec une manette de jeu et inversement. Durant le développement, elle s'attache à rendre un certain effet de réalisme dans la physique, mais elle choisit surtout d'apporter de la richesse et de la diversité dans les sensations. Par exemple dans Canyon, il existe différents revêtements de sol, et sur certains tronçons, la route n'est pas uniforme. Les côtés sont très dérapants et si la voiture possède trop de vitesse, elle sort de la piste. Le joueur doit donc changer régulièrement de trajectoire et de vitesse en fonction de la route. Le turbo a été modifié. Avant, l'accélération était franche, mais dans TrackMania² l'usage constant de l'accélérateur mène régulièrement le véhicule dans le décor. Le joueur doit donc maitriser très précisément sa vitesse. Les caméras sont plus dynamiques et la physique des véhicules a été revue, avec des comportements plus proches de la réalité, notamment grâce à un véhicule plus lourd et une caméra plus proche,. Lorsque le joueur touche légèrement les murs, la voiture perd maintenant plus rapidement l'adhérence au sol. Aucun effet météo n'est introduit dans le jeu, bien que Nadeo ait étudié cette possibilité.

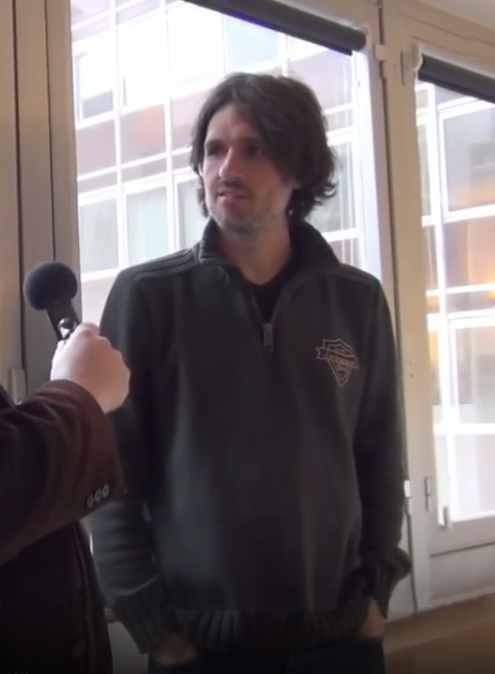
Florent Castelnérac, directeur de Nadeo (photo de 2013).

Lors d'une interview en mars 2013, Florent Castelnérac, le président de Nadeo, dévoile que TrackMania²: Canyon a été publié précipitamment. Le jeu est annoncé publiquement depuis 2009 et le studio se voit obligé de publier quelque chose, près de deux ans plus tard, une période assez longue pour Nadeo. L'équipe s'aperçoit a fortiori que certaines fonctionnalités ne sont pas prêtes, mais le jeu sort quand même, alors qu'elle n'a pas de contenu additionnel à proposer après la sortie pour alimenter la plate-forme. Par exemple, lors d'une interview en mai 2011, l'équipe dévoile que les modalités d'obtention des planets n'est toujours pas arrêtée. La première réelle fonctionnalité est finalisée près d'un an et demi après la sortie : le DLC Platform rajoutant une mode de jeu « Plate-forme »). Nadeo concède que la période est délicate, puisque TrackMania United offre sept environnements de jeu, TrackMania Nations en offre un totalement gratuit, alors que sur Maniaplanet, un seul environnement au contenu limité est disponible. Castelnérac estime cependant que la communauté est restée et a su être patiente, jusqu'à l'arrivée de TrackMania²: Stadium. Selon lui, l'important est de produire un travail de qualité concernant le réglage du gameplay plutôt que rajouter divers fonctionnalités, dans la mesure où la plupart des joueurs jouent principalement au mode contre-la-montre. Il déclare : « Pour Trackmania², je voulais commencer par quelque chose de pur ». L'équipe a cherché à conserver la dynamique chez les joueurs qui produisent du contenu et choisit de ne pas céder à la complexité en alourdissant trop le concept, en gardant un contenu simple, mais en créant un « jeu simple, fun et beau ».
Les bêtas sont réalisées avec une petite partie des joueurs choisis par Nadeo. Précédemment, les bêtas comptaient trop de joueurs et l'équipe n'arrivait pas à produire un travail acceptable.
L'environnement Stadium est une adaptation directe de l'environnement du même nom issu de TrackMania Nations. Celui-ci est amélioré. Les pistes de la campagne solo ont été créées par PapyChampy, le gagnant du concours StarTrack qui a vu l'édition d'un jeu incluant ses créations, sous le titre TrackMania United Forever: Star Edition. Celui-ci est embauché par Nadeo à la suite de ce concours, chez Nadeo Live. Malgré certaines similitudes avec l'environnement Rally, Valley est une création de toutes pièces. L'environnement Lagoon est une adaptation de l'environnement RollerCoaster Lagoon, issu de TrackMania Turbo sorti en 2016,. Sa publication est prévue avant même la sortie de Turbo, dans le but de proposer du contenu aux joueurs dans Maniaplanet.

### Conception deManiaplanet
Parallèlement au jeu TrackMania², Nadeo développe la plate-forme Maniaplanet depuis 2009, qui accueille tous ses jeux TrackMania² (également ShootMania),. Nadeo et Ubisoft la dévoilent 14 juin 2010. Celle-ci permet d'accéder aux jeux de la franchise et aux différentes fonctionnalités de création ou de partage communautaire,. Maniaplanet permet à Nadeo de publier les environnements épisodiquement, et notamment de les intercaler avec ceux de ShootMania Storm. Alors que pour la série originale, le studio publie de nombreuses extensions améliorant les jeux, cette forme d'édition permet de mieux développer les différents environnements en laissant plus de temps pour travailler dessus. Les trois premières versions de Maniaplanet sont créées en près d'une année chacune. Entrée en version alpha le 28 mai 2012, Maniaplanet 2.0 est publiée le 4 juillet qui suit. Outre des améliorations techniques, cette version apporte de nouveaux blocs de construction. Maniaplanet 3 est publiée le 30 avril 2014. La version 4 de Maniaplanet est publiée le jour de l'annonce de la sortie du jeu TrackMania²: Lagoon, le 9 mai 2017. Elle bénéficie de nombreuses nouveautés. Le moteur de jeu est optimisé et reçoit de nombreuses améliorations techniques. Le moteur affiche plus d'images par seconde qu'auparavant.

### Choix de fonctionnalités et externalisation de la promotion
L'équipe choisit de reconduire le système de classement (ladder) issu de TrackMania United, bien qu'une partie de la communauté ait exprimé son intérêt à retrouver la version précédente de Nations. Mania Home est une version améliorée de celle de United. L'équipe avait décidé d'intégrer une première version dans ce dernier pour servir de test grandeur nature, plutôt que de l'intégrer directement sans aucune connaissance du jeu dans TrackMania². L'éditeur de niveau est également amélioré, consolidé par quelques nouveautés. Par exemple, lorsqu'un bloc est posé, le terrain autour de celui-ci l'est également. Le système de Maniacredit est une donnée informatique présente dans chaque élément pouvant être vendu, qui indique le créateur et le coût. Les planets sont donc restitués aux créateurs des voitures ou des pistes vendus, plutôt qu'aux revendeurs.
Pour améliorer l'édition du jeu, la structure Nadeo Live est créée. C'est une équipe indépendante de Nadeo, chargée de promouvoir et de gérer tout ce qui gravite autour des jeux Nadeo (support, communauté, eSport). Parallèlement, le studio profite de cette période pour finaliser le concept Maniaplanet. Malgré les premières annonces, le projet TrackMania² met plus de temps que prévu.

## Spécificités deTrackMania²: Canyon
TrackMania²: Canyon est un jeu de course standalone de la série TrackMania développé par Nadeo et édité le 14 septembre 2011 par Ubisoft sur PC (Windows) via la plate-forme Maniaplanet. C'est le premier jeu de la série TrackMania². L'environnement propose des circuits serpentant dans des canyons ressemblant à ceux de Monument Valley, ou de l'Arizona, avec leurs montagnes de roche rouge,,. Le 24 juillet 2012, le DLC appelé Platform est publié et rajoute un mode de jeu. Le jeu est réédité sur Steam le 27 février 2013,. Canyon est très bien accueilli lors de sa sortie, et reçoit de bonnes notes comme de bonnes critiques. Tous les médias sont enthousiasmés par l'avancée en termes de visuels, et apprécient la conservation du gameplay typique. Quelques-uns des observateurs relèvent un manque de nouveauté et un seul environnement, mais d'autres notent à l'opposé un prix de vente réduit, et remarquent trois types de conduite sur trois revêtements différents,.

### EnvironnementCanyonet apports
| Décor typique de l'Arizona, de couleur rouge. |  | Voiture de couleur grise avec deux bandes blanches. |
| (Panorama de Monument Valley à gauche, et Ford Mustang à droite). L'univers appelé « Canyon » propose une voiture américaine de type muscle car ressemblant à une Ford Mustang, très rapide mais difficile à manœuvrer. |  |                                                     |

« Canyon » est inspiré de l'environnement Desert des précédents opus,. Il propose des circuits serpentant dans des canyons, et permet le hors-piste sur des tronçons poussiéreux. Les visuels se rapprochent par exemple du décor naturel de Monument Valley, ou de l'Arizona, avec leurs montagnes de roche rouge,,. La voiture, rapide, qui ressemble à une Ford Mustang, tient bien la route sur les parties goudronnées, mais dérape sur les parties sablonneuses hors-pistes,,. Le véhicule est plus lourd avec des comportements plus proches de la réalité, avec une tendance à déraper assez facilement, et une caméra plus proche,,. Les pistes offrent trois revêtements différents : le bitume, le béton, et le chemin de terre à la manière du rallye,. Lors du hors-piste, les carrosseries sont progressivement recouvertes de poussière rouge. L'univers propose de grands espaces mais aussi des routes étroites.
Le jeu propose un mode solo avec 70 pistes,. Le DLC appelé Platform, publié en 2012, offre 23 nouveaux circuits et un mode de jeu s'apparentant à un jeu de plates-formes qui privilégie l'adresse et la précision au détriment de la vitesse, et offre un système de classements en ligne. Le joueur doit terminer une piste sans limite de temps, en sautant de plate-forme en plate-forme, et sans utiliser la fonctionnalité qui permet de redémarrer au précédent checkpoint.

### Commercialisation deCanyon
La série TrackMania² est dévoilée pour la première fois lors du Festival du jeu vidéo, qui se déroule à Paris Expo Porte de Versailles le 19 septembre 2009, par Florent Castelnérac, président du studio Nadeo. Un des trois environnements révélés est présenté en vidéo. Les observateurs constatent que les graphismes ont subi une amélioration très importante par rapport à ceux du dernier jeu de la franchise, TrackMania United Forever, en termes de luminosité ou de détails. Quelques semaines après cette divulgation, Ubisoft annonce son rachat de Nadeo, qui devient éditeur de la franchise, indiquant que Focus Home Interactive conserve la gestion des portages sur plates-formes Nintendo,.
Le 4 novembre 2009, Yves Guillemot, président d'Ubisoft, annonce une bêta pour la mi-2010 au cours d'une conférence. Le 13 novembre, le PDG annonce la sortie pour l'année 2010. Le 15 juin 2010, la bêta est annoncée pour la fin de l'année en cours. Le 19 avril 2011, le titre complet TrackMania²: Canyon est dévoilé. Le 26 avril qui suit, la bêta est annoncée et se déroulement en privé au mois de juillet suivant. Outre le jeu, les participants peuvent essayer la nouvelle plate-forme Maniaplanet.
Le jeu est présenté par le biais d'une vidéo le 23 avril 2011 lors de la Gamers Assembly 2011 qui se déroule au Futuroscope de Poitiers,. Le 25 avril 2011, Ubisoft annonce que le jeu sera présenté et jouable lors de l'E3 2011 à Los Angeles. Durant l'évènement qui se déroule du 6 au 9 juin, il est finalement sommairement abordé, mais Ubisoft annonce la sortie du jeu pour l'année 2011. Au mois de juillet 2011, Nadeo dévoile que le jeu ne sera pas en free-to-play comme une partie des précédents opus, mais restera dans un budget limité (aux alentours de 20 euros). Le 11 août 2011, la bêta est finalement annoncée pour le 17 août qui suit. Elle est restreinte aux membres de la presse et aux personnes qui réalisent un achat anticipé du jeu sur la plate-forme Maniaplanet à partir de cette date,. La sortie est elle annoncée pour le 14 septembre suivant,. Le jeu est présenté mi-août à la Gamescom de 2011 à Cologne en Allemagne, et fin-août lors du PAX de 2011 aux États-Unis. Les précommandes débutent le 29 août 2011 sur le site officiel du jeu. Le jeu sort le 14 septembre 2011. Dès la sortie du jeu, Nadeo et Ubisoft signale que du contenu additionnel sera proposé pour TrackMania² dans Maniaplanet. Le 10 octobre 2011, un deuxième patch optionnel est proposé dans Maniaplanet, réglant divers problèmes mineurs.
Le 24 juillet 2012, Ubisoft dévoile un DLC pour le jeu, appelé Platform, qui rajoute un mode de jeu. Lors de la sortie du DLC, Nadeo offre la possibilité au joueur qui réussit à terminer la piste Ultimate Nightmare en une seule tentative de diffuser la vidéo de sa course sur YouTube.
Canyon est rendu disponible en bêta-test sur Steam le 27 février 2013, le même jour que TrackMania²: Stadium,. Le 6 juillet 2013, les jeux Canyon, Stadium, et Valley sont compatibles avec le Steam Workshop.
Le 8 novembre 2013, pour célébrer les dix ans de la sortie du premier opus, Ubisoft et Nadeo offrent aux joueurs trois démos multijoueurs des trois derniers environnements des jeux TrackMania² sortis jusque-là, Canyon, Stadium et Valley. Elles sont disponibles sur la plate-forme Maniaplanet et sur Steam jusqu'au 15 décembre de l'année 2013. Le 11 juillet 2014, Nadeo sort une « grosse » démo dite « universelle », qui permet également de jouer aux trois environnements TrackMania² sortis jusque-là et de profiter de nombreuses fonctionnalités. La démo donne accès à 45 courses solo (sur un total de 195), la totalité de l'expérience multijoueur et les différents éditeurs permettant de produire du contenu personnalisé,. Elle est mise gratuitement à la disposition des joueurs pendant 48 heures sur la plate-forme Maniaplanet, puis son usage est limité à une heure de jeu par jour en cas d'affluence sur le jeu,.

### Accueil deCanyon
TrackMania²: Canyon est très bien accueilli lors de sa sortie, et reçoit de bonnes notes comme de bonnes critiques. Tous les médias sont enthousiasmés par l'avancée en termes de visuels, et apprécient la conservation du gameplay typique. Quelques-uns des observateurs relèvent un manque de nouveauté et un seul environnement, mais d'autres notent à l'opposé un prix de vente réduit, et remarquent trois types de conduite sur trois revêtements différents. Le jeu totalise en octobre 2018 une moyenne de notes de 81 % sur Metacritic sur la base de 37 critiques et de 79,80 % sur GameRankings sur la base de 20 critiques. En novembre 2011, Ubisoft indique une croissance de 85 % de ses revenus en ligne, et cite notamment TrackMania²: Canyon, aux côtés des jeux Les Schtroumpfs (sur Facebook), From Dust, The Settlers Online, et Howrse.
IGN considère que le jeu capture bien l'esprit de la franchise TrackMania. Pour de nombreux médias tels que Gamekult, Jeuxvideo.com ou Jeuxvideo.fr, le gameplay est toujours aussi addictif, parfois considéré comme « frustrant », tant il impose de recommencer de multiples fois la même piste pour en mémoriser tous les aspects,,. Pour Jeuxvideo.com, le gameplay mixe « habilement » les jouabilités de Coast, Island et Desert, soit la lourdeur du véhicule du premier, la vitesse du second et la tenue de route du dernier. Le site note que s'il n'y a qu'un seul environnement, il figure cependant trois types de conduite en fonction des trois revêtements de sol différents. Il rajoute que tous les ajustements confèrent « à cet environnement un équilibre que les précédents n'ont peut-être jamais trouvé ». Eurogamer et GameSpy jugent que la sensibilité de la direction, qui a évolué depuis le précédent opus, nécessite une période d'adaptation. C'est aussi l'avis de Gamekult, qui précise qu'il faut un certain temps pour maitriser les dérapages précis. GameSpot estime que la manette se prête bien au jeu, grâce aux commandes analogiques. GameSpy et Jeuxvideo.com remarquent dès la sortie une communauté « florissante » et active permettant de profiter de la connectivité, du jeu en ligne et du partage,. Edge signale que les changements au niveau du mode officiel et de l'argent virtuel sont « extrêmement controversés » auprès des joueurs. Selon GameSpy, même le mode avancé de l'éditeur de niveau est simple à utiliser. Eurogamer juge la navigation dans les menus avec une manette de jeu de « frustrante ». GameSpot estime que le jeu met l'accent sur la communauté, avec Maniaplanet, la « plate-forme Facebook à partir de laquelle le jeu est lancé ». Le site note un certain manque d'accessibilité. Jeuxvideo.com regrette que la totalité de l'interface n'ait pas été repensée, notamment en ligne, où une hiérarchisation de l'information aurait été nécessaire. Edge comme PC Gamer jugent le jeu très mal documenté. GameSpot remarque que l'aspect édition peut être complexe, ce qui peut nécessiter d'aller trouver les informations sur Internet. Gamekult regrette également cet aspect, notamment pour les nouveaux joueurs qui ne connaissent pas l'univers TrackMania, bien que toutes les informations utiles soient disponibles sur les divers forum de discussion officiels.
GameSpy apprécient beaucoup les visuels, autant les décors, « les meilleurs de la série », que les voitures « bien conçues, avec beaucoup de brillance et de subtiles nuances réalistes ». Jeuxvideo.com constate une très nette amélioration graphique par rapport aux précédents opus, avec des graphismes beaucoup plus fins et variés. IGN qualifie les lumières et les reflets sur la voiture d'« impressionnants ». GameSpot remarque des graphismes « superbes ». Gamekult évoque « des améliorations visuelles [...] tout à fait bluffantes », avec des « textures de voitures beaucoup plus fines », et des effets de lumière. Jeuxvideo.com remarque une fluidité constante, même avec 50 joueurs en ligne sur un même serveur.
Jeuxvideo.com note que la bande-son se contente de reprendre des musiques des anciens titres. IGN la juge correcte, et GameSpot la qualifie d'« assez basique ».

## Spécificités deTrackMania²: Stadium
TrackMania²: Stadium est un jeu de course standalone de la série TrackMania développé par Nadeo et édité le 20 juin 2013 par Ubisoft sur PC (Windows) via les plates-formes Maniaplanet et Steam,. C'est le second jeu de la série TrackMania². Il reprend l'environnement classique et le plus populaire de la série, Stadium. En ligne, 255 joueurs peuvent dès lors se connecter sur un même serveur. L'accueil du jeu lors de sa sortie est globalement positif, bien que quelques critiques récurrentes lui soient adressées. Les médias apprécient de retrouver le gameplay précis et pointu de cet environnement axé sur la compétition, ainsi que l'amélioration graphique. Cependant, ils regrettent le manque flagrant de nouveautés pour ce remake payant, même à un prix limité, d'un jeu qui est déjà accessible en version gratuite (TrackMania Nations),.

### EnvironnementStadiumet apports
| Piste goudronnée de Formule 1 au niveau d'une chicane, avec une tribune en arrière plan |  | Voiture noire de type monoplace de Formule 1 |
| (Circuit international de Sepang en Malaisie à gauche, et monoplace de Formule 1 à droite). TrackMania²: Stadium reprend l'environnement classique de la franchise appelé Stadium, issu de TrackMania Nations, une sorte de très grand stade de compétition, et une seule voiture s'apparentant à une monoplace de Formule 1. |  |                                              |

L'environnement Stadium est basé sur l'univers homonyme tiré du précédent jeu TrackMania Nations, et ne diffère de celui-ci que par quelques détails et une amélioration visuelle. Il se déroule dans un stade de compétition futuriste, comme à l'accoutumée sur des pistes atypiques qui serpentent, et qui sont agrémentées de tremplins, de virages relevés et de loopings,,. Figurent maintenant des tunnels et des environnements totalement clos. Le jeu se déroule au volant d'une monoplace de Formule 1, qui possède une très bonne adhérence et beaucoup de vitesse. Cet univers impose une grande précision de conduite,. Les routes sont composées de plusieurs revêtements que sont l'asphalte, le béton, l'herbe et la terre,. Il n'y a pas de modélisation des dégâts sur la carrosserie dans Stadium.
Le jeu en solo propose 65 pistes. En ligne, 255 joueurs peuvent dès lors se connecter sur un même serveur. L'éditeur reste globalement inchangé. Il comporte de nouveaux blocs de construction de piste, notamment des tunnels.

### Commercialisation deStadium
Nadeo et Ubisoft, en parallèle à TrackMania²: Valley, dévoilent en images et en vidéo le nouvel environnement appelé Stadium le 2 novembre 2012 lors de l'ESWC de 2012 qui se déroule au cœur de la Paris Games Week à Paris Expo Porte de Versailles. La sortie est à ce moment-là annoncée pour le 23 janvier 2013,,. Le 27 février 2013, la bêta ouverte est annoncée sur Maniaplanet, mais aussi sur Steam. Le contenu est limité à 15 pistes, mais un achat en précommande permet de débloquer la totalité des fonctionnalités,. La version finale, après plusieurs mois de phase bêta, sort le 20 juin 2013,. Le jeu est commercialisé à un prix réduit aux alentours de 10 euros, deux fois moins cher que TrackMania²: Canyon.
Le 6 juillet 2013, les jeux TrackMania²: Stadium, Canyon, et Valley sont compatibles avec le Steam Workshop.
Le 8 novembre 2013, pour célébrer les dix ans de la sortie du premier opus, Ubisoft et Nadeo offrent aux joueurs trois démos multijoueurs des trois derniers environnements des jeux TrackMania² sortis jusque-là, Canyon, Stadium et Valley. Elles sont disponibles sur la plate-forme Maniaplanet et sur Steam jusqu'au 15 décembre de l'année 2013. Le 11 juillet 2014, Nadeo sort une « grosse » démo dite « universelle », qui permet également de jouer aux trois environnements TrackMania² sortis jusque-là et de profiter de nombreuses fonctionnalités. La démo donne accès à 45 courses solo (sur un total de 195), la totalité de l'expérience multijoueur et les différents éditeurs permettant de produire du contenu personnalisé,. Elle est mise gratuitement à la disposition des joueurs pendant 48 heures sur la plate-forme Maniaplanet, puis son usage est limité à une heure de jeu par jour en cas d'affluence sur le jeu,.
En novembre 2018, Nadeo signe un partenariat avec Blade pour mettre à disposition TrackMania²: Stadium sur le service de cloud gaming Shadow.

### Accueil deStadium
L'accueil de TrackMania²: Stadium lors de sa sortie est globalement positif, bien que quelques critiques récurrentes lui soient adressées. Les médias apprécient de retrouver le gameplay précis et pointu de cet environnement axé sur la compétition, ainsi que l'amélioration graphique. Cependant, ils regrettent le manque flagrant de nouveautés pour ce remake payant, même à un prix limité, d'un jeu qui est déjà accessible en version gratuite (TrackMania Nations). Le jeu obtient en octobre 2018 une moyenne de notes de 77 % sur Metacritic sur la base de 5 critiques et de 75 % sur GameRankings sur la base de 1 critique.
Selon Gamestar, si Stadium est l'environnement le moins graphique, il reste le meilleur pour créer une atmosphère de compétition. Le site estime que les différentes physionomies des pistes et les multiples revêtements offrent des courses très variées. La version allemande du site Eurogamer estime que le jeu est centré sur la compétition, notamment grâce aux classements. GameZone remarque que la physique des véhicules a été améliorée. Jeuxvideo.com considère que le gameplay est « toujours un régal », bien que les trois revêtements nécessitent adaptation. Le site remarque que l'inertie des véhicules est plus prononcée que dans Nations. Il qualifie ce gameplay « de magnifique mélange de simplicité et de technique ». Pour Jeuxvideo.fr, le jeu profite de l'intégration dans Maniaplanet, puisque la version Nations de l'environnement est limitée en termes de contenu. JeuxVideoPC.com regrette un mode solo assez peu étoffé. Le site juge cependant le multijoueur « incontournable », mais remarque que la principale nouveauté réside dans la possibilité de réaliser des modes de jeu personnalisés. Eurogamer juge également la plate-forme Maniaplanet pratique et intéressante, malgré une certaine austérité. Pour le site, l'intérêt principal du jeu est son mode multijoueur « robuste ».
JeuxVideoPC.com estime que le nouveau moteur fait « des prouesses » et propose ds visuels « d'une propreté exemplaire ». Le site remarque un framerate constant entre 50 et 60, voire plus si la configuration matérielle du PC du joueur le permet. Jeuxvideo.com note « des effets de lumière remarquables et des textures beaucoup plus fines » que dans le jeu original, et une refonte complète des graphismes « pour un résultat plutôt bluffant et ceci sans baisse de framerate ». Le site juge le jeu « visuellement attrayant ». JeuxVideoPC.com qualifie les graphismes de « très jolis », mais regrette cependant les tunnels et parties closes trop peu éclairés. Le site allemand PC Games (en) voit une amélioration des graphismes par rapport à TrackMania²: Canyon, mais ils restent cependant inférieurs en termes de qualité par rapport à la concurrence.
Pour Jeuxvideo.com, difficile de traiter Stadium comme un nouveau jeu, puisqu'il est à l'évidence un remake de TrackMania Nations. Le site ne sait pas trop situer ce nouvel environnement, plutôt comme simple refonte graphique de Nations, ou comme un simple DLC de Canyon apportant un nouvel environnement, mais avec « beaucoup trop peu d'évolution ». Jeuxvideo.com juge le jeu plutôt destiné à ceux qui n'ont jamais joués à la série, plutôt que ceux qui possèdent déjà les précédents opus, et s'interroge sur l'utilité de « payer dix euros pour quelque chose qui ressemble drôlement à un jeu gratos ». Selon JeuxVideoPC.com, Nadeo « dépoussière le mythe, qui n’a pas pris une ride au passage et le fait entrer dans l’ère du 2.0 ». Le site juge le jeu « frais et revigoré » et le mode solo « anecdotique », alors que le multijoueur est « solide [...] grâce à la communauté ». Mais le site fait le même constat que Jeuxvideo.com et s'interroge sur l'utilité d'un achat, indiquant plus ce jeu pour des nouveaux joueurs. La version italienne du site IGN considère également que Stadium ne mérite pas son prix de près de dix euros, en termes de contenu. Pour PC Games, Stadium séduit, même en tant que simple remake de Nations.

## Spécificités deTrackMania²: Valley
TrackMania²: Valley est un jeu de course standalone de la série TrackMania développé par Nadeo et édité le 4 juillet 2013 par Ubisoft sur PC (Windows) via les plates-formes Maniaplanet et Steam. C'est le troisième jeu de la série TrackMania². Son environnement champêtre ressemble visuellement à celui de Rally des précédents opus. Le jeu reste bien accueilli par la presse spécialisée lors de sa sortie, notamment grâce à des graphismes jugés très beaux et son concept offrant énormément de rejouabilité grâce aux éditeurs, et au partage avec la communauté. Cependant, tous les médias sont assez déçus de retrouver une simple adaptation d'un des univers précédents, Rally. L'interface de Maniaplanet, comme celle en jeu, sont très critiquées pour leur désordre,.

### EnvironnementValleyet apports
| Route bitumée dans une fôret. |  | Voiture de rallye blanche. |
| (Route forestière à gauche, et Renault 5 Turbo à droite). L'environnement champêtre Valley offre une petite voiture nerveuse ressemblant à une version moderne et agressive de la Renault 5 Turbo. |  |                            |

L'environnement Valley est un univers verdoyant, ressemblant visuellement à celui de Rally des précédents opus. Les courses se déroulent en campagne, au milieu de prairies verdoyantes, de forêts denses, de lacs et des fermes. Il n'y a cependant pas les châteaux de Rally. Les routes sont parfois également bordées de petites montagnes et d'affleurements rocheux,. Valley propose plusieurs types de routes, comme de larges voies s'apparentant à des autoroutes, des petites routes de forêts ou de campagne et des chemins de terre. Chaque revêtement impose donc une conduite spécifique. La voiture s'apparente à celle de l'environnement Coast des précédents épisodes, de par sa lourdeur et sa vitesse relativement limitée. La voiture ressemble à une version moderne et agressive de la Renault 5 Turbo. La voiture est puissante, rapide et les freins sont très efficaces et très sensibles. De par son poids et une adhérence importante, la voiture est peu encline à déraper. Sur terre, le véhicule glisse et possède beaucoup moins de tenue de route. Ces routes sont irrégulières, parsemées de bosses qui font parfois dévier les trajectoires.
Le mode solo comporte 65 nouvelles pistes. L'éditeur de niveau comporte de nouveaux blocs de construction de pistes.

### Commercialisation deValley
TrackMania²: Valley est évoqué dès la première annonce de la création du jeu TrackMania² en 2009. Par la suite, Nadeo indique au mois de juin 2012 via Twitter, se pencher sur son développement après la finalisation de ShootMania Storm. Il est dévoilé officiellement le 2 novembre 2012 tout comme TrackMania²: Stadium,. La date de sortie fixée au 4 juillet 2013 est dévoilée le 27 juin 2013, soit une semaine après la publication de Stadium. Le jeu sort à cette date, le 4 juillet 2013.
Le 6 juillet 2013, les jeux TrackMania²: Valley, Canyon, et Stadium sont compatibles avec le Steam Workshop.
Le 8 novembre 2013, pour célébrer les dix ans de la sortie du premier opus, Ubisoft et Nadeo offrent aux joueurs trois démos multijoueurs des trois derniers environnements des jeux TrackMania² sortis jusque-là, Canyon, Stadium et Valley. Elles sont disponibles sur la plate-forme Maniaplanet et sur Steam jusqu'au 15 décembre de l'année 2013. Le 11 juillet 2014, Nadeo sort une « grosse » démo dite « universelle », qui permet également de jouer aux trois environnements TrackMania² sortis jusque-là et de profiter de nombreuses fonctionnalités. La démo donne accès à 45 courses solo (sur un total de 195), la totalité de l'expérience multijoueur et les différents éditeurs permettant de produire du contenu personnalisé,. Elle est mise gratuitement à la disposition des joueurs pendant 48 heures sur la plate-forme Maniaplanet, puis son usage est limité à une heure de jeu par jour en cas d'affluence sur le jeu,.

### Accueil deValley
TrackMania²: Valley reste bien accueilli par la presse spécialisée lors de sa sortie, notamment grâce à des visuels jugés très beaux et son concept offrant énormément de rejouabilité grâce aux éditeurs, et au partage avec la communauté. Cependant, tous les médias sont assez déçus de retrouver une simple adaptation d'un des univers précédents, Rally. L'interface de Maniaplanet, comme celle en jeu, sont très critiquées pour leur désordre. Le jeu obtient en octobre 2018 une moyenne de notes de 79 % sur Metacritic sur la base de 7 critiques et de 74,67 % sur GameRankings sur la base de 3 critiques.
Selon Gamestar, la précision du gameplay impose plus de prise en main que pour Stadium et Canyon. Jeuxvideo.com juge cette nouvelle conduite très technique et variée en fonction des revêtements. Le site compare le gameplay sur terre à celui de l'environnement Rally et sur le bitume à celui de Coast. PC Games (en) note que les freinages demandent maintenant plus de tact. Pour GameZone, Valley apporte un gameplay plus réaliste à la famille Mania.
Si Jeuxvideo.com rappelle que toutes les fonctionnalités ayant fait le succès de la série sont présentes, en particulier son « éditeur extrêmement complet », le site regrette l'absence de « nouveauté marquante ». Selon Eurogamer, l'interface en jeu affichant les différentes informations est « un véritable bazar ». Le site la qualifie même d'« atroce », alors que le gameplay est « très précis ». Pour Eurogamer, c'est dommage, dans la mesure où les ajouts majeurs du titre TrackMania² résident ailleurs que dans la conduite. Le site note aussi qu'aucune explication n'est donnée pour comprendre comment faire fonctionner toutes les fonctionnalités proposées et aider le joueur à les utiliser. Pour US Gamer, l'éditeur prend tout son sens sur Steam Workshop. Le site note quelques pistes « frustrantes », quand elles doivent être recommencées quasiment entièrement à cause d'un virage raté en fin de course. Selon PC Games, le mode multijoueur est « le cœur du jeu ». US Gamer peste également contre une interface « atroce ».
Pour Eurogamer, les « jolis visuels » sont « un spectacle », avec une « campagne verdoyante » dotée d'un « feuillage dense », laissant paraitre une « lumière vive [...] à la fin de l’été ». Jeuxvideo.com juge les visuels « plutôt jolis », avec des « textures réussies » et des « effets lumineux dont la qualité a été revue à la hausse ». Le site aperçoit de temps à autre du clipping qui « peut être gênant ». US Gamer utilise également le qualificatif de « spectaculaire » pour désigner les graphismes, quand leur niveau de réglage est au plus haut. Le site remarque notamment un « effet de flou de mouvement impressionnant », qui permet de ressentir la vitesse du véhicule. Il rajoute que le jeu a « fière allure », bien que quelques détails lui manquent pour arriver au niveau d'un jeu AAA. Selon Gamestar, le jeu atteint son plein potentiel dans la capacité de personnalisation du contenu et les apports de la communauté. GameZone relève des graphismes avec des détails « vraiment impressionnants ».
US Gamer qualifie la bande-son en solo de « discrète ». Le site estime que les musiques des courses en ligne, dont le choix est laissé au créateur des pistes, pèchent trop souvent par ses « rythmes ringards d'eurodance ».
Jeuxvideo.com considère le prix de 20 euros pour acquérir Valley un peu élevé en fonction du peu de nouveautés. Le site estime que Nadeo n'a pas pris de risque, et s'appuie sur du classique de la franchise. GameZone considère le prix justifié, en tenant compte de l'apport d'un nouvel environnement et de la qualité des visuels. Eurogamer souffle le chaud et le froid, partagé par le plaisir du jeu atypique de la franchise TrackMania et certains mauvais côtés comme les interfaces, parfois bariolées de couleurs. Le site le qualifie d'« autre titre Nadeo aussi brillant que déprimant ». Selon US Gamer, Valley est le meilleur environnement publié jusque-là. Pour US Gamer, Valley n'est peut-être pas une évolution significative par rapport aux anciens titres. Le site précise qu'il n'en a jamais eu l'intention, et que le titre reste une des versions les plus solides de la franchise. Selon Gamestar, le jeu TrackMania² est dès-lors presque aussi complet que son prédécesseur (TrackMania United), ce qui fait finalement de Maniaplanet « une bonne idée ».

## Spécificités deTrackMania²: Lagoon
TrackMania²: Lagoon est un jeu de course standalone de la série TrackMania développé par Nadeo et édité le 23 mai 2017 par Ubisoft sur PC (Windows) via les plates-formes Maniaplanet, Steam et Uplay. C'est le quatrième jeu de la série TrackMania². Cet univers est une adaptation de l'environnement RollerCoaster Lagoon issu de TrackMania Turbo, sorti un an plus tôt en 2016,. Il est doté d'un nouveau mode de jeu multijoueur en équipe appelé « Chase »,. Le jeu reçoit un accueil plutôt mitigé lors de sa sortie malgré une notation plutôt bonne. Les critiques apprécient toujours le gameplay de la franchise, son fun et les apports de la communauté. Cependant, elles ont du mal à accepter l'absence de réelles nouveautés et sont un peu surprises par la commercialisation d'un environnement pour un jeu publié six ans auparavant en 2011, d'autant plus qu'un nouveau jeu est sorti dans la série un an plus tôt en 2016, et qui inclut déjà cet univers.

### EnvironnementLagoonet apports
| Pont suspendu au-dessus de petites collines typiques de l'Asie du Sud-Est. |  | 4x4 de couleur blanche. |
| (Langkawi Sky Bridge en Malaisie à gauche, et Range Rover Evoque à droite). L'environnement Lagoon exploite le thème de l'île tropicale, en Asie du Sud-Est, au volant d'un SUV à la tenue de route optimale sur les structures de montagnes russes, mais beaucoup moins efficace sur les autres surfaces. |  |                         |

L'environnement Lagoon est une adaptation de l'environnement RollerCoaster Lagoon issu de TrackMania Turbo, sorti un an plus tôt en 2016, et inspiré de l'Asie du Sud-Est,,. Celui-ci bénéficie de quelques adaptations par rapport à l'original et perd notamment certains aspects du jeu d'arcade pur. Tous les panneaux publicitaires, les enseignes au néon, les messages et l'hélicoptère ont disparu. La voiture ressemblant à un buggy laisse place à une sorte de SUV. Lagoon est un univers côtier paradisiaque à la thématique de l'île tropicale, arborant une végétation luxuriante, des palmiers et une eau cristalline bleu turquoise,,. Cet univers propose plusieurs revêtements, que sont le bitume, des planchers de bois et des matières naturelles telles que l'herbe, le sable et le gravier,. L'adhérence est importante sur l'asphalte et la capacité à déraper est minime. Le comportement de la voiture sur le second est assez imprévisible. La tenue de route est également très basse sur ces matières naturelles. Cet environnement comporte également des structures métalliques de montagnes russes qui proposent des loopings, des routes retournées ou penchées sur les côtés, sur lesquelles la voiture adhère quelle que soit l'inclinaison de la piste (à condition de conserver une certaine vitesse).
TrackMania²: Lagoon propose une campagne solo dotée de 65 pistes. Le jeu propose un nouveau mode de jeu multijoueur en équipe appelé « Chase »,. Il est disponible dans tous les environnements TrackMania². Dans celui-ci, les joueurs doivent s'entraider. Ce mode est en fait un relais, dans lequel les joueurs, en équipe, tentent de réaliser le meilleur temps. Le joueur qui passe en dernier à un checkpoint doit passer en premier au suivant. Tous les joueurs de la même équipe doivent donc s'attendre et conduire ensemble, de façon synchronisée.
À l'occasion de la parution de Maniaplanet 4, le moteur de jeu est optimisé et reçoit de nombreuses améliorations techniques. Il affiche plus d'images par seconde qu'auparavant. Le jeu bénéficie notamment d'un nouvel atelier de création de modèles 3D et d'un éditeur de campagnes solos. L'accès aux chaines, dans lesquelles les joueurs publient leur contenu, est désormais gratuit. Des trains peuvent également figurer dans les environnements. L'éditeur de niveau a été amélioré et comporte de nouveaux blocs de construction,. Parmi les nouveaux blocs disponibles, figurent des sortes d'éléments de structures de montagnes russes.

### Commercialisation deLagoon
Le 9 mai 2017, la sortie de TrackMania²: Lagoon est annoncée pour le 23 mai qui suit. La version 4 de Maniaplanet est publiée le jour de l'annonce du jeu, et bénéficie de nombreuses améliorations. Le jeu est commercialisé aux alentours de 20 euros, à la date prévue, le 23 mai 2017,. Une démo du jeu est également mise à disposition des joueurs lors la sortie.

### Accueil deLagoon
TrackMania²: Lagoon reçoit un accueil plutôt mitigé lors de sa sortie malgré une notation plutôt bonne. Les critiques apprécient toujours le gameplay de la franchise et son fun, et les apports de la communauté. Cependant, elles ont du mal à accepter l'absence de réelle nouveauté et sont un peu surprises par la commercialisation d'un environnement pour un jeu publié six ans auparavant en 2011, d'autant plus qu'un nouveau jeu est sorti dans la série un an plus tôt en 2016, et qui inclut déjà cet univers. Le jeu obtient en octobre 2018 une moyenne de notes de 77 % sur Metacritic sur la base de 5 critiques.
Selon Jeuxvideo.com, le gameplay de la franchise est « toujours aussi fun », et l'éditeur « toujours aussi puissant », mais « la formule commence à être furieusement familière ». Pour le site, le nouveau mode de jeu est plutôt destiné aux joueurs expérimentés. La version italienne du site Eurogamer considère à contrario que ce mode n'est pas réservé à l'élite des joueurs. The Games Machine estime qu'il impose dialogue et esprit d'équipe, et n'est pas surpris qu'il ait été créé pour le jeu en ligne. Le site pense que le clavier permet d'être plus précis sur les trajectoires. JeuxActu juge la conduite toujours aussi agréable et le mode solo « plutôt généreux » avec 65 pistes. The Games Machine regrette le gameplay sur routes « sales », dotées des revêtements herbe, sable et gravier, qui provoquent des pertes de contrôles inattendues, et offre à la conduite un aspect aléatoire et « frustrant ». Pour JeuxActu, l'utilité de Maniaplanet est discutable, et son « ergonomie laisse franchement à désirer ». Jeuxvideo.com qualifie Maniaplanet de « hub très old-school, [..] qui pourra poser problème aux moins débrouillards » et regrette que toute l'expérience multijoueur soit construite autour de celui-ci. The Games Machine apprécie la qualité de son contenu qui a fait le succès de la série, mais la juge « inconfortable, encombrante, incohérente à plusieurs égards, et chaotique ». JeuxActu déclare : « Lagoon est plus ou moins un recyclage de Rollercoaster Lagoon et, à ce titre, il peine franchement à créer la surprise ».
JeuxActu estime que les graphismes sont « agréables à l'œil », mais regrette qu'ils ne soient que « désespérément dans la lignée de ce que propose TrackMania² depuis 2011 ». Jeuxvideo.com considère que les visuels sont beaux et que l'environnement est « particulièrement joli ».
Selon Jeuxvideo.com, cet environnement « standalone [...] arrive bien trop tard » dans Maniaplanet. De plus, il rajoute que sortir un nouvel environnement pour un jeu initialement édité en 2011 est « une bizarrerie ». Le site estime que l'offre n'est plus très claire, à cause de la répétition des publications de titres, et considère finalement que ce que propose le jeu est déjà vu et revu, d'autant plus que ce nouveau jeu « standalone est largement inférieur au récent TrackMania Turbo » sorti en 2016. Selon JeuxActu, malgré de multiples opus, la franchise « peine à créer la surprise » et « a tout de même tendance à se reposer sur ses lauriers ». De plus le site note que la redondance avec TrackMania Turbo sorti un an plus tôt (2016) était « inévitable ». JeuxActu regrette donc l'absence de nouveauté, estimant pourtant être en droit d'en attendre, alors que le premier opus est sorti près de six ans auparavant et le dernier quatre ans plus tôt. The Games Machine est également surpris par cette commercialisation tardive d'un module d'un jeu publié six ans auparavant, après trois ans de silence, alors même qu'un nouveau jeu est sorti un an plus tôt.

## Sport électronique et scène compétitive

### Electronic Sports World Cup
Trackmania²: Canyon est présenté par Ubisoft lors du Paris Games Week de 2011 du 21 au 25 octobre, au parc d'expositions Paris Expo Porte de Versailles, sur son stand dédié à l'ESWC. Avant la sortie de Canyon en août 2011, Florent Castelnérac précise que le jeu n'est pas destiné à tuer la bulle eSport sur TrackMania Nations, qui est toujours gratuit à ce moment-là. Pour lui, différents types de disciplines peuvent être joués en compétition, le sprint, des courses plus longues, laissant de la place à des jeux différents.
Trackmania²: Canyon est justement joué à l'ESWC dès l'année 2012, qui se déroule lors de la Paris Games Week du 30 octobre au 4 novembre 2012 à Paris Expo Porte de Versailles,. Cette année-là, c'est la dernière apparition de TrackMania Nations Forever, qui y figure en tant que discipline officielle à chaque édition depuis la création de la compétition en 2006. Le 2 novembre 2012, le joueur Français surnommé Ludo devient champion de France sur Canyon. Il parvient à se hisser sur la troisième place du podium mondial devant son frère cadet qui joue sous le pseudo Cocow, alors que le Finlandais Klovni remporte la médaille d'or, devant l'Allemand oNio,. Le tournoi se déroule devant un public de 40 000 personnes, ainsi que 10 000 internautes en ligne. La médaille d'or obtient une récompense de 5 000 dollars et ses deux premiers dauphins respectivement 3 000 et 2 500 dollars.
En 2013, c'est TrackMania²: Stadium qui devient discipline officielle lors de l'ESWC qui se déroule du 30 octobre au 3 novembre 2013 à Paris Expo Porte de Versailles, au cœur de la Paris Games Week,,. Le Canadien Carl Jr. gagne son premier titre mondial et la somme de 4 000 dollars. Le second, l'Allemand TaLa, reçoit la récompense de 2 500 dollars et le troisième, le Hollandais Koenz, en récolte 1 500.
Stadium est toujours en compétition en 2014 à l'ESWC qui se déroule lors de la Paris Games Week à Paris Expo Porte de Versailles du 29 octobre au 2 novembre 2014,. Le Canadien Carl Jr. remporte sa deuxième couronne mondiale devant le Slovène Tween et le troisième, le Français YoYo. Le Luxembourgeois surnommé Spam obtient la quatrième place. Le vainqueur remporte la somme de 4 000 dollars alors que le second et le troisième gagnent respectivement 2 500 et 1 500 dollars.
L'ESWC de 2015 se joue également sur Stadium, dernière apparition de la franchise dans cette compétition, durant la Paris Games Week se déroulant au parc d'exposition Paris Expo Porte de Versailles. Le Canadien Carl Jr. décroche son troisième titre mondial consécutif devant le britannique Pac, le Slovène Tween et le Hollandais Spam,,. Cette année-là, TrackMania Turbo VR est également en compétition.
| ClassementÉdition           | Médaille d'or | Médaille d'argent | Médaille de bronze | 4e place |
| --------------------------- | ------------- | ----------------- | ------------------ | -------- |
| 2012 - TrackMania²: Canyon  | Klovni        | oNio              | Ludo               | Cocow    |
| 2013 - TrackMania²: Stadium | Carl Jr.      | TaLa              | Koenz              | Bergie   |
| 2014 - TrackMania²: Stadium | Carl Jr       | Tween             | YoYo               | Spam     |
| 2015 - TrackMania²: Stadium | Carl Jr       | Pac               | Tween              | Spam     |

### ZrTTrackMania Cup
La ZrT TrackMania Cup (également TrackMania Cup ou ZeratoR Cup) est une compétition de sport électronique qui se joue sur TrackMania²: Stadium depuis 2013. La compétition est lancée et organisée par le streamer français ZeratoR en 2013, un peu « comme une blague » selon ses propres déclarations. Il décide de mettre une dotation sur les circuits qu'il a lui-même créés pour attirer les meilleurs joueurs du monde. Quelques années plus tard, la ZrT TrackMania Cup bénéficie d'un certain « succès » et est dotée de « gros moyens » de production,. La ZrT TrackMania Cup ne se joue que sur des pistes créées par ZeratoR. Les trois premières éditions, jusqu'en 2015, sont proposées au public uniquement en streaming. Depuis 2016, la compétition est aussi ouverte au public dans différents lieux, au Grand Rex à Paris, l'année suivante au Centre de Congrès de Lyon, au Zénith de Toulouse en 2018, au Zénith de Strasbourg en 2019 et à l'AccorHotel Arena dit Bercy en 2020,,,.

### Compétitions amateurs et professionnelles diverses
TrackMania²: Stadium est également joué dans diverses compétitions ou LAN amateurs telles que la Gamers Assembly 2017 au Futuroscope de Poitiers, la Virtual LAN à La Ferté-Macé en octobre 2015 et en avril 2016, ou encore la TrackMania Masters (qui existe depuis 2008).
En 2016, la Maniaplanet World Cup est créée par Nadeo dans le but de compenser l'absence de TrackMania à l'ESWC,, et se déroule du 5 au 7 novembre 2016. La TrackMania Pro League est une compétition professionnelle créée par Exes eSport en 2017 et composée de deux ligues, et se déroule sur TrackMania²: Stadium. Elle a lieu le 18 juin 2017. Une seconde compétition, la saison 2, est jouée le 28 janvier 2018. La saison 3 est organisée le 18 août 2018. Par la suite, la compétition est renommée TrackMania World Championship le 24 septembre 2018 et se déroule le 30 octobre 2018.
En 2019, ZeratoR organise une nouvelle LAN party appelée ZLAN, qui se tient au mois de mai 2019, au cours de laquelle TrackMania² est l'un des jeux en compétition.

## Postérité

### Importance, place dans la série
TrackMania² est considéré comme la véritable suite du premier TrackMania, un jeu qui a connu plusieurs versions s'améliorant à chaque sortie, mais restant toujours le même jeu,,,. Pour la première fois dans la série, les dégâts apparaissent sur les véhicules en cas de chocs ou détérioration, mais n'ont pas d'influence sur la course.
Fin novembre 2011, le site Gamekult intègre TrackMania²: Canyon dans sa liste des jeux à retenir pour l'année 2011 sur PC. En janvier 2013, IGN remarque TrackMania²: Valley comme l'un des jeux les plus attendus de l'année 2013 sur PC. PC Gamer le place dans sa liste des meilleurs jeux PC de l'année 2013.

### Série
Les trois premiers jeux TrackMania² sortent en 2011 et 2013, et le quatrième et dernier sort en 2017,. Cependant en 2016, Nadeo opte pour la première fois pour une publication multi-plates-formes avec un nouveau jeu intitulé TrackMania Turbo, et réussit à transposer tous les fondamentaux de la série, entre autres sur PlayStation 4 et Xbox One. Celui-ci présente des nouveautés telles que la génération procédurale de pistes, la conduite d'un véhicule à deux et une compatibilité avec Oculus Rift,, HTC Vive et le PlayStation VR,.

### Ressources primaires
1. ↑  Nadeo. TrackMania²: Canyon (PC). Ubisoft. 14 septembre 2011.
2. 1 2  (en) « TrackMania 2 Stadium results », sur ESWC, novembre 2014.
3. 1 2  « ESWC PGW 2015: Résumé du dernier jour », sur ESWC, 1er novembre 2015.
4. ↑  (en) « Trackmania Pro League », sur Trackmania Pro League.

### Interviews
1. 1 2 3 4 5 6 7  « [tmActu] Interview Florent Castelnerac : Les Outils développes par Nadeo [FR] », sur YouTube, 15 août 2011.
2. 1 2  « [tmActu] Interview Florent Castelnerac : Conclusion [FR] », sur YouTube, 15 août 2011.
3. 1 2 3 4 5 6 7 8 9 10  « [tmActu] Interview Florent Castelnerac : Trackmania² [FR] », sur YouTube, 15 août 2011.
4. 1 2 3  (en) « The Extraordinary World Of ManiaPlanet », sur Edge, 24 mai 2011.
5. 1 2 3 4 5 6 7 8  ManiaNews, « #5 of 8 : Interview of Florent Castelnerac : About Maniaplanet », sur YouTube, 26 juillet 2011.
6. 1 2 3  Niko, « 3 questions à ... Florent Castelnerac (Nadeo) », sur Factornews, 21 septembre 2011.
7. 1 2 3  Thomas Gibert, « Nadeo - Notre reportage chez le développeur de TrackMania et ShootMania (Playitlive.fr » [vidéo], sur YouTube, 27 mars 2013.
8. ↑  (en) « Interview en compagnie de Florent Castelnerac PDG de Nadeo » [vidéo], sur Dailymotion, 2011.
9. 1 2  ManiaNews, « #1 of 8 : Interview of Florent Castelnerac : About the Beta test Of Trackmania² Canyon », sur YouTube, 22 juillet 2011.
10. ↑  mediaskdk, « Interview d'Hylis (Florent Castelnerac) », sur YouTube, novembre 2012.
11. ↑  Fabien, « Nadeo week part #2 : PapyChampy », sur Mania-Actu.com, 28 août 2012.
12. ↑  ZeratoR, « TM Turbo #5 : Map editor et ITW de Nadéo (15:11-31:31) » [vidéo], sur YouTube, 23 mars 2016.
13. ↑  (en) Mania-actu, « Hylis interview at Paris Games Week 2013 », sur YouTube, 15 novembre 2013.
14. ↑  Esportsfrance, « Gamers Assembly 2012 : Interview de Florent Castelnerac » [vidéo], sur Dailymotion, 2012.
15. ↑  (en) Esportsfrance, « Interview "MoMan" Gamers-assembly 2011 » [vidéo], sur Dailymotion, 2011.
16. ↑  Rédaction, « Interview Cédric Lagarrigue (Focus) », sur Jeuxvideo.com, 8 octobre 2009.
17. ↑  « Reportage TrackMania² : Canyon : ESWC 2012 : Interview du champion de France de Trackmania 2 Canyon » [vidéo], sur Jeuxvideo.com, 2 novembre 2012.
18. ↑  « Reportage TrackMania² : Canyon : ESWC 2012 : Interview du champion du monde » [vidéo], sur Jeuxvideo.com, 3 novembre 2012.
19. ↑  « Actualités - Carl-Jr, le champion du monde multirécidiviste », sur ESWC.
20. 1 2  Paul Arrivé, « eSport - ZrT Trackmania Cup : « Pour moi, c'est d'abord un spectacle » », sur L'Équipe, 30 juin 2017.
21. ↑  (en) « TrackMania: Quo vadis? », sur Tollenz Lions, 12 octobre 2016.

### Ressources secondaires
1. 1 2 3 4 5 6 7 8 9 10 11 12 13 14 15 16  Fabien Pellegrini, « Test TrackMania² Lagoon : un épisode qui échoue aux portes du paradis ? », sur JeuxActu, 6 juin 2017.
2. 1 2 3 4 5 6 7 8 9 10 11 12 13 14 15  (it) Claudio Todeschini, « Trackmania 2 Lagoon Recensione PC », sur The Games Machine, 2017.
3. 1 2 3  CBL, « TM 2 : sans arme, ni haine, ni license », sur Factornews, 14 septembre 2011.
4. 1 2 3  Erwan Lafleuriel, « TrackMania 2 Stadium sur la piste de départ en vidéo », sur Gameblog, 20 juin 2013.
5. 1 2 3  Joule, « Trackmania 2 joue son Valley », sur Factornews, 4 juillet 2013.
6. 1 2  Maxime Chao, « TrackMania 2 Lagoon : un trailer qui va à 1000 à l'heure », sur JeuxActu, 23 mai 2017.
7. 1 2 3 4 5  (en) Christian Donlan, « TrackMania 2: Canyon », sur Eurogamer, 27 juillet 2011.
8. 1 2 3 4 5 6 7 8  (en) Mike Schramm, « TrackMania 2 Canyon preview: The amazing race », sur Engadget, 30 mai 2011.
9. 1 2 3 4 5 6  (en) Charles Onyett, « Trackmania 2: Canyon Review », sur IGN, 26 septembre 2011.
10. 1 2 3 4 5 6 7 8 9  Rupan, « Aperçu TrackMania² : Canyon sur PC », sur Jeuxvideo.com, 9 mai 2011.
11. 1 2 3 4 5 6 7 8 9  (en) Nathan Meunier, « TrackMania 2: Canyon Review », sur GameSpy, 18 septembre 2011.
12. 1 2 3 4 5 6  (en) Jordan Devore, « Review: TrackMania 2 Canyon », sur Destructoid, 9 septembre 2011.
13. 1 2 3 4 5 6 7 8 9 10 11 12 13 14 15 16 17 18 19  Rivaol, « Test Trackmania² : Canyon sur PC », sur Jeuxvideo.com, 16 septembre 2011.
14. 1 2 3 4 5 6 7 8 9  (en) Justin Calvert, « E3 2011: TrackMania 2 Canyon Hands-On », sur GameSpot, 8 juin 2011.
15. 1 2 3 4 5 6 7  (en) « Trackmania 2: Canyon review », sur PC Gamer, 9 novembre 2011.
16. 1 2 3 4 5 6 7 8 9 10  (en) Ashton Raze, « TrackMania 2: Canyon Review », sur GameSpot, 21 septembre 2011.
17. 1 2 3 4 5 6 7 8 9 10 11 12 13 14  Nerces, « Test de Trackmania 2: Canyon », sur Jeuxvideo.fr, 26 septembre 2011.
18. 1 2 3 4 5 6 7 8 9 10  (en) « TrackMania 2: Canyon review », sur Edge, 19 septembre 2011.
19. 1 2 3 4 5 6 7 8 9 10  (de) « Trackmania 2: Canyon - Mist! Schon wieder daneben… », sur GameStar, 16 septembre 2011.
20. 1 2 3 4  (de) Benjamin Jakobs, « TrackMania 2: Stadium, TrackMania 2: Valley - Test », sur Eurogamer, 5 juillet 2013.
21. 1 2 3 4 5 6 7 8 9 10 11 12 13 14  (de) Viktor Friesen, « TrackMania 2: Stadium - Spaßiges Arcade-Rennspiel mit Streckeneditor im Hands-On-Test », sur PC Games, 25 juin 2013.
22. 1 2 3 4 5 6 7 8 9 10 11 12  Le0ben, « Test : Trackmania² Canyon », sur Gamekult, 26 septembre 2011.
23. 1 2 3 4 5 6  (de) Benjamin Schmädig, « TrackMania 2 - Test, Rennspiel », sur 4Players, 23 septembre 2011.
24. 1 2 3  (en) John Bedford, « TrackMania 2: Canyon », sur Eurogamer, 20 septembre 2011.
25. 1 2  Rédaction, « Images de Trackmania ² Canyon », sur Jeuxvideo.com, 1er juin 2011.
26. 1 2 3 4 5  (de) « TrackMania 2: Valley im Test - Nur für eingefleischte Fans ein Muss », sur PC Games, 10 juillet 2013.
27. 1 2 3 4 5 6 7 8 9 10 11 12 13 14  Florian Viel, « Preview TrackMania 2 Canyon », sur JeuxActu, 27 avril 2011.
28. ↑  (es) Juanlo, « Trackmania 2 ya es compatible con Oculus Rift DK2 », sur RealOVirtual, 18 octobre 2014.
29. ↑  (en) Nodwin Gaming, « Racing games you can enjoy with the Oculus Rift », sur Red Bull, 6 mars 2015.
30. ↑  Dracul, « Test - Trackmania Turbo VR : Ou quand Nadeo avait le jeu de course VR idéal mais décide de se tirer une balle dans le pied », sur ETR, 16 février 2017.
31. 1 2 3 4 5  (en) Roger Hargreaves, « TrackMania² Canyon review – stunt car racing », sur Metro, 22 septembre 2011.
32. 1 2 3 4 5 6 7 8 9 10 11 12 13 14 15 16 17 18  daFrans, « Test Trackmania² Lagoon : Un standalone qui arrive bien trop tard sur PC », sur Jeuxvideo.com, 7 juin 2017.
33. 1 2 3  (en) Liam Martin, « Trackmania 2 Canyon Platform DLC adds new game mode and courses », sur Digital Spy, 25 juillet 2012.
34. 1 2 3 4 5 6 7 8 9  Rédaction, « Trackmania 2 annoncé ! », sur Jeuxvideo.com, 19 septembre 2009.
35. 1 2 3  Infarctus, « Maniaplanet 2.0 + nouveaux blocs TM²! », sur Mania-Actu.com.
36. 1 2 3 4  ChewbieFR, « TrackMania² : Lagoon paraîtra sur PC le 23 mai 2017 », sur Jeuxvideo.com, 9 mai 2017.
37. 1 2 3 4  (de) Benjamin Jakobs, « Release-Termin von Trackmania 2: Lagoon bestätigt », sur Eurogamer, 10 mai 2017.
38. 1 2  Jarod, « Trackmania² Lagoon arrive le 23 mai », sur Gamekult, 10 mai 2017.
39. 1 2  (de) Michael Bonke, « Trackmania 2: Tropische Lagoon-Erweiterung & Demo erschienen », sur PC Games (en), 24 mai 2017.
40. 1 2  Niko, « Trackmania 2 : une bêta en juillet, un trailer maintenant », sur Factornews, 27 avril 2011.
41. 1 2 3  Niko, « E3 : Conférence Ubisoft : les absents », sur Factornews, 15 juin 2010.
42. 1 2 3 4 5 6 7  Nourdine Nini, « TrackMania 2 Lagoon se montre en vidéo et images, Maniaplanet se met à jour », sur Gameblog, 10 mai 2017.
43. 1 2  Erwan Lafleuriel, « Maniaplanet, Shootmania et Trackmania 2, nos impressions globales », sur Gameblog, 5 novembre 2012.
44. ↑  Julien Hubert, « Nadéo nous présente ManiaPlanet et Trackmania 2 », sur Gameblog, 26 avril 2011.
45. ↑  CBL, « Trackmania 2 : Canyon sera un free-to-stay », sur Factornews, 16 juillet 2011.
46. 1 2 3 4 5 6 7 8 9 10 11 12 13 14  Cortez62, « Test Trackmania 2 : Stadium », sur JeuxVideoPC.com, 27 juin 2013.
47. ↑  Dr Chocapic, « Nadéo annonce TrackMania 2 », sur Gamekult, 21 septembre 2009.
48. 1 2  Rédaction, « Images et vidéo pour Trackmania² : Stadium », sur Jeuxvideo.com, 2 novembre 2012.
49. 1 2 3 4 5 6 7 8 9  (de) Heiko Klinge, « TrackMania 2 im Test - Rennspielwahnsinn hoch drei », sur GameStar, 16 juillet 2013.
50. 1 2 3 4  CBL, « Nouveau jeu : Trackmania 2 Lagoon », sur Factornews, 24 mai 2017.
51. 1 2 3 4 5  (en) Alice O'Connor, « Trackmania 2 Lagoon roars out », sur Rock, Paper, Shotgun, 23 mai 2017.
52. ↑  Faskil, « E3 10 > Ubisoft annonce ManiaPlanet », sur Gameblog, 15 juin 2010.
53. ↑  (en) Brenna Hillier, « ManiaPlanet 2.0 now in alpha », sur VG24/7, 28 mai 2012.
54. ↑  (en) Sky, « Maniaplanet 3 is available », sur Mania-Actu.com, 30 avril 2014.
55. 1 2  La rédaction, « TrackMania 2 Canyon : le DLC en vidéo », sur Gamekult, 24 juillet 2012.
56. 1 2  (en) Phil Savage, « TrackMania 2 and ShootMania Storm now available on Steam », sur PC Gamer, 27 février 2013.
57. 1 2  (en) Alexa Ray Corriea, « ShootMania Storm and TrackMania 2 titles now available on Steam », sur Polygon, 27 février 2013.
58. 1 2 3  (en) « TrackMania 2 Canyon », sur Metacritic, octobre 2018.
59. 1 2  (en) « TrackMania 2 Canyon for PC », sur GameRankings, octobre 2018.
60. 1 2  Rédaction, « TrackMania² Canyon en bêta cet été », sur Jeuxvideo.com, 26 avril 2011.
61. ↑  Hosteel, « TrackMania 2 : une première image », sur Gamekult, 8 avril 2011.
62. ↑  Rédaction, « TrackMania² Canyon : Un nouveau mode de jeu gratuit », sur Jeuxvideo.com, 24 juillet 2012.
63. ↑  Rédaction, « Ubisoft achète Nadéo (TrackMania) », sur Jeuxvideo.com, 5 octobre 2009.
64. ↑  Yukishiro, « TrackMania 2 : une bêta mi-2010 », sur Gamekult, 4 novembre 2009.
65. ↑  Boulapoire, « Ubisoft veut diversifier son catalogue », sur Gamekult, 13 novembre 2009.
66. ↑  Rédaction, « E3 2010 : Trackmania 2 en bêta à la fin de l'année », sur Jeuxvideo.com, 15 juin 2010.
67. ↑  Hosteel, « TrackMania 2 : une vidéo teaser », sur Gamekult, 19 avril 2011.
68. ↑  Niko, « Trackmania 2 : un trailer à la fin du mois », sur Factornews, 23 avril 2011.
69. ↑  Niko, « Trackmania 2 : le trailer (cam) », sur Factornews, 23 avril 2011.
70. ↑  Boulapoire, « E3 2016 - Ubisoft fêtera son anniversaire à l'E3 », sur Gamekult, 25 mai 2011.
71. ↑  Rédaction, « E3 2011 : Images de Trackmania² : Canyon », sur Jeuxvideo.com, 7 juin 2011.
72. ↑  Rédaction, « Trackmania² : Canyon pour 20 euros », sur Jeuxvideo.com, 18 juillet 2001.
73. 1 2  Boulapoire, « TrackMania² Canyon : bêta et sortie datées », sur Gamekult, 11 août 2011.
74. 1 2  « Trackmania² : sortie le 14 septembre, bêta le 17 août », sur Jeuxvideo.com, 11 août 2011.
75. ↑  Boulapoire, « Gamescom 2016 - Trackmania² : Canyon en vidéo », sur Gamekult, 17 août 2011.
76. ↑  Erwan Lafleuriel, « Trackmania 2 : Canyon s'affiche à la PAX en vidéo », sur Gameblog, 29 août 2011.
77. ↑  Boulapoire, « TrackMania² Canyon : un nouveau trailer », sur Gamekult, 29 août 2011.
78. ↑  Skizomeuh, « Ca bouge du côté de ManiaPlanet », sur Factornews, 18 octobre 2011.
79. 1 2 3  CBL, « Maniaplanet maintenant sur le workshop », sur Factornews, 6 juillet 2013.
80. 1 2 3 4 5 6  Panthaa, « 3 démos de Trackmania² pour fêter les 10 ans de la série », sur Jeuxvideo.com, 8 novembre 2013.
81. 1 2 3 4 5 6 7 8 9  Jarod, « TrackMania² : une grosse démo », sur Gamekult, 16 juillet 2014.
82. 1 2 3 4 5 6  Jihem, « Trackmania² et ShootMania : Une démo pour les essayer tous », sur Jeuxvideo.com, 114 juillet 2014.
83. ↑  Ackboo, « Test TrackMania²: Canyon », Canard PC, no 241,‎ 1er octobre 2011 (résumé).
84. ↑  (en) « Review: TrackMania 2 Canyon », GamesTM, no 115,‎ décembre 2011.
85. ↑  (en) Brendan Sinclair, « Driver: San Francisco fuels Ubisoft sales », sur GameSpot, 8 novembre 2011.
86. 1 2  Joule, « Trackmania 2 Stadium : version finale dispo », sur Factornews, 20 juin 2013.
87. 1 2 3  (en) Mike Splechta, « Review: Trackmania 2 Stadium is the return of a fan favorite », sur GameZone, 2 août 2013.
88. 1 2 3  (en) « TrackMania 2 Stadium », sur Metacritic, octobre 2018.
89. 1 2  (en) « TrackMania 2 Stadium for PC », sur GameRankings, octobre 2018.
90. 1 2 3 4 5  (de) Marco Salvaneschi, « TrackMania 2 Valley e Stadium: arcadium ad libitum », sur IGN, 10 juillet 2013.
91. 1 2 3 4 5 6 7 8 9 10  Anagund, « Test : Trackmania² Stadium », sur Jeuxvideo.com, 28 juin 2018.
92. ↑  Niko, « Valley et Stadium : Trackmania 2 s'étend », sur Factornews, 2 novembre 2012.
93. 1 2  Boulapoire, « TrackMania² : Stadium et Valley annoncés », sur Gamekult, 5 novembre 2012.
94. ↑  Rédaction, « Trackmania ² Stadium en bêta ouverte », sur Jeuxvideo.com, 27 février 2013.
95. ↑  Skizomeuh, « Du mania dans ton Steam - [maj] », sur Factornews, 27 février 2013.
96. ↑  MalloDelic, « Shadow World 2018 : Un partenariat avec Trackmania² Stadium dévoilé », sur Jeuxvideo.com, 29 novembre 2018.
97. 1 2  Ackboo, « Test TrackMania²: Stadium / Valley », Canard PC, no 280,‎ 20 juillet 2013 (résumé).
98. 1 2  Cortez62, « Test TrackMania 2 Stadium (PC) », sur Jeuxvideo.fr, 28 juin 2013.
99. ↑  (en) « TrackMania 2: Stadium PC review », sur PCGamesN, 2013.
100. 1 2 3  (en) Charles Onyett, « Top 10 Most Anticipated PC Games of 2013 », sur IGN, 4 janvier 2013.
101. 1 2 3 4 5 6 7 8 9 10 11 12 13 14 15 16 17 18 19  Lespol, « Test Trackmania² : Valley sur PC », sur Jeuxvideo.com, 9 juillet 2013.
102. 1 2 3  (en) « TrackMania 2 Valley », sur Metacritic, octobre 2018.
103. 1 2  (en) « TrackMania 2 Valley for PC », sur GameRankings, octobre 2018.
104. 1 2 3 4 5 6 7 8 9 10 11  (en) Pete Davison, « TrackMania 2 Valley Review », sur US Gamer, 16 juillet 2016.
105. 1 2 3 4 5 6 7 8 9 10 11  (en) Martin Robinson, « TrackMania 2 Valley review », sur Eurogamer, 17 juillet 2013.
106. ↑  (en) Phil Savage, « TrackMania 2: Valley release date set for end of the week », sur PC Gamer, 1er juillet 2013.
107. ↑  Rédaction, « Le prochain Trackmania dans les starting-blocks », sur Jeuxvideo.com, 26 juin 2012.
108. ↑  CBL, « Trackmania 2 : Valley : Né un 4 Juillet », sur Factornews, 1er juillet 2013.
109. ↑  Rédaction, « TrackMania² : Valley sortira le... », sur Jeuxvideo.com, 27 juin 2013.
110. 1 2 3  (en) Mike Splechta, « Review: Trackmania 2 Valley brings more realistic gameplay to the Mania family », sur GameZone, 2 août 2013.
111. 1 2 3  (en) « Trackmania 2 Lagoon », sur Metacritic, octobre 2018.
112. ↑  (en) Chris Pereira, « Watch Trackmania Turbo's Intense New Gameplay Video », sur GameSpot, 11 juillet 2015.
113. 1 2 3  (no) Joachim Froholt, « ANMELDELSE: TrackMania 2 Lagoon », sur Gamer.no, 2 juin 2017.
114. ↑  (en) Jason Bohn, « Trackmania²: Lagoon is a Thing That's Coming This Month », sur Hardcore Gamer, 9 mai 2017.
115. ↑  (en) Alice O'Connor, « Trackmania 2 going tropical with Lagoon this month », sur Rock, Paper, Shotgun, 9 mai 2017.
116. ↑  Jarod, « Coup d'envoi pour Trackmania² Lagoon », sur Gamekult, 24 mai 2017.
117. 1 2  (it) Marco Procida, « Trackmania 2 Lagoon - recensione », sur Eurogamer, 25 mai 2017.
118. ↑  Rédaction, « Le line-up Ubisoft pour le Paris Games Week », sur Jeuxvideo.com, octobre 2011.
119. ↑  Rédaction, « ESWC 2012 : Finale monde de Trackmania 2 Canyon à 15h15 », sur Jeuxvideo.com, 2 novembre 2012.
120. ↑  Rédaction, « ESWC 2012 : La Coupe du Monde des Jeux Vidéo en direct sur jeuxvideo.com ! », sur Jeuxvideo.com, 35 septembre 2012.
121. ↑  JackFlash, « TrackMania peut-il revenir sur le devant de la scène eSport ? », sur Jeuxvideo.com, 28 janvier 2016.
122. 1 2  Olivier Richard, « Jeux vidéos : les jeunes frères Marquet brillent dans les compétitions de Trackmania », sur L'Yonne républicaine, 23 juin 2013.
123. 1 2 3 4 5  Rédaction, « ESWC 2012 : Du bronze pour la France sur Trackmania 2 Canyon », sur Jeuxvideo.com, 2 novembre 2012.
124. ↑  Rédaction, « ESWC 2012 : 215 000 dollars de prix », sur Jeuxvideo.com, 8 ovtobre 2012.
125. ↑  Rédaction, « ESWC 2013 : Les matchs de demain », sur Jeuxvideo.com, 29 octobre 2013.
126. 1 2 3 4 5  [87], « ESWC 2013 : Le Canada champion sur Trackmania² Stadium », sur Jeuxvideo.com, 1er novembre 2013.
127. ↑  Rédaction, « TrackMania 2 Stadium : Carl Jr sacré champion du monde », sur L'Équipe, 2 novembre 2013.
128. ↑  (en) « Electronic Sports World Cup 2013 (TrackMania 2: Stadium) - Tournament Results & Prize Money :: e-Sports Earnings », sur e-Sports Earnings.
129. 1 2 3 4 5  Kere, « ESWC : Le Français YoYo confirme sur Trackmania », sur Jeuxvideo.com, 2 novembre 2014.
130. ↑  Gianni Molinaro, « ESWC 2014 à la Paris Games Week : programme et dispositif », sur Gameblog, 12 septembre 2014.
131. ↑  Flamm, « ESWC : 116.000 $ de dotation », sur Team aAa, 10 septembre 2014.
132. ↑  [Official]Chri6, « PGW : Le programme eSport du salon », sur Jeuxvideo.com, 27 octobre 2015.
133. 1 2 3 4 5  Silver, « ESWC : Carl'jr champion, Pac 2ème ! », sur Team aAa, 1er novembre 215.
134. 1 2  Alex de Laubier, « Trackmania : Succès pour ZeratoR et sa Trackmania Cup 2017 », sur Gameblog, 3 juillet 2017.
135. ↑  « Bande-annonce Zerator revient en vidéo sur la TrackMania Cup qu'il a organisée » [vidéo], sur Jeuxvideo.com, 25 juillet 2017.
136. 1 2  Emmanuel Forsans, « Trackmania Cup #4 : 2 000 personnes attendues au Grand Rex », sur AFJV, 17 juin 2016.
137. ↑  Paul Arrivé, « Esport : Solary remporte la ZeratoR TrackMania Cup, la prochaine édition à Bercy », sur L'Équipe, 29 juin 2019.
138. ↑  Alix Dulac, « DaXe sur FIFA, Millenium sur Rainbow Six Siege, Gamers Origins sur LoL : tous les résultats de la Gamers Assembly 2017 », sur Gameblog, 23 avril 2017.
139. ↑  [Official]Chri6, « Virtual Lan : L'événement Normand revient ce week-end », sur Jeuxvideo.com, 23 octobre 2015.
140. ↑  [Official]Chri6, « Virtual Lan : Le plus grand événement eSport de Normandie ce week-end », sur Jeuxvideo.com, 7 avril 2016.
141. ↑  (en) « TrackMania Masters History », sur TrackMania Masters.
142. ↑  Cloud-Atlas, « eSport : Programme de la semaine du 20 au 26 Mars », sur Jeuxvideo.com, 28 mars 2017.
143. 1 2 3 4 5  Hisoris, « Une World Cup made in Trackmania », sur Team-aAa, 27 octobre 2018.
144. ↑  Silver, « MP WorldCup : Pac champion ! », sur Team-aAa, 7 novembre 2016.
145. ↑  ChewbieFR, « ZLAN : les inscriptions ouvriront la semaine prochaine », sur Jeuxvideo.com, 27 février 2019.
146. ↑  La rédaction, « Les jeux de 2011 à retenir sur PC », sur Gamekult, 25 novembre 2011.
147. ↑  (en) « The best PC games of 2013 », sur PC Gamer, 1er janvier 2013.
148. ↑  (en) « TrackMania », Edge, no 293,‎ juin 2016, p. 123.
149. ↑  (en) Martin Robinson, « Trackmania Turbo review », sur Eurogamer, 23 mars 2016.
150. ↑  (en) Jason D'Aprile, « Trackmania Turbo Review », sur GameSpot, 28 mars 2016.
151. ↑  Jarod, « Trackmania Turbo en VR avec une démo », sur Gamekult, 8 novembre 2016.
152. ↑  Maxime Chao, « TrackMania Turbo : une mise à jour qui rend le jeu compatible avec la VR », sur JeuxActu, 8 novembre 2016.